# Курбанов Рахманкул Курбанович
Рахманкул Курбанович Курба́нов (25 липня 1912, село Карабаг Бухарського емірату, тепер Камашинського району Кашкадар'їнської області, Узбекистан — 9 червня 2012, Узбекистан) — радянський державний діяч, голова Ради міністрів Узбецької РСР, 1-й секретар Кашкадар'їнського та Андижанського обкомів КП Узбекистану. Член Бюро ЦК КП Узбекистану в 1961—1971 роках. Член ЦК КПРС у 1961—1971 роках. Депутат Верховної ради Узбецької РСР. Депутат Верховної Ради СРСР 4—8-го скликань. Кандидат економічних наук (1966).

## Життєпис
Народився в родині заможного дехканина.
У липні 1926 — серпні 1928 року — секретар Карабагської сільської ради Яккабазького району Узбецької РСР.
З серпня 1928 по липень 1931 року навчався в Каршинському педагогічному технікумі Узбецької РСР.
У липні 1931 — липні 1932 року — учитель, інспектор (методист) Яккабазького районного відділу народної освіти.
У липні 1932 — 1933 року — секретар Яккабазького районного комітету ЛКСМ Узбекистану.
У 1933—1937 роках — студент Бухарського педагогічного інституту.
У 1937—1938 роках — науковий співробітник Бухарського педагогічного інституту.
У 1938—1939 роках — завідувач навчальної частини (заступник директора) педагогічного училища № 17 міста Карші Бухарської області.
У липні 1939 — лютому 1941 року — завідувач Каршинського міського відділу народної освіти Бухарської області.
Член ВКП(б) з липня 1940 року.
У лютому 1941 — грудні 1942 року — завідувач Сурхандар'їнського обласного відділу народної освіти.
У грудні 1942 — лютому 1943 року — 2-й секретар Термезького районного комітету КП(б) Узбекистану Сурхандар'їнської області.
У лютому — червні 1943 року — 1-й секретар Кашкадар'їнського обласного комітету ЛКСМ Узбекистану.
У червні 1943 — жовтні 1946 року — 3-й секретар Кашкадар'їнського обласного комітету КП(б) Узбекистану.
У жовтні 1946 — 1949 року — слухач Вищої партійної школи при ЦК ВКП(б).
У липні 1949 — січні 1951 року — 1-й секретар Чинабадського районного комітету КП(б) Узбекистану Андижанської області.
У січні 1951 — січні 1952 року — 1-й секретар Ізбаскентського районного комітету КП(б) Узбекистану Андижанської області.
У січні 1952 — січні 1956 року — 1-й секретар Кашкадар'їнського обласного комітету КП Узбекистану.
У січні 1956 — вересні 1961 року — 1-й секретар Анжижанського обласного комітету КП Узбекистану.
27 вересня 1961 — 20 лютого 1971 року — голова Ради міністрів Узбецької РСР.
У 1971—1975 роках — 1-й заступник міністра радгоспів Узбецької РСР.
З березня 1975 року — персональний пенсіонер союзного значення в Ташкенті.
У 1975 році заарештований і засуджений. У 1975 році виключений з партії рішенням КПК при ЦК КПРС.
Указом Президії Верховної Ради СРСР від 13 жовтня 1977 року звільнений від відбування покарання. 30 липня 1979 року Верховним судом Узбецької РСР повністю реабілітований.
З 1979 року — 1-й заступник директора тресту «Каршицілинбавовна» управління «Каршибуд» Узбецької РСР.
Потім — на пенсії. Помер 9 червня 2012 року в Узбекистані.

## Дружина
Дружина — Аміна Абдуллаєва.
Діти: Лідія, Бахтіяр, Фіруза, Фазілат.

## Нагороди
- три ордени Леніна
- орден Трудового Червоного Прапора
- два ордени «Знак Пошани»
- медалі